# Bani Walid
Bani Walid er en kommune i Libyen.Kommunen havde i 2003 77.424 indbyggere, og et areal på 19.710 km² er der 3,93 indbyggere per km².
Bani Walid grænser op til de følgende kommuner:
- Tarhuna Wa Msalata – nord
- Misratah – nordøst
- Surt – øst
- Mizdah – vest
- Gharyan – nordvest